# دون دنلاب
دون دنلاب (بالإنجليزية: Dawn Dunlap)‏ هي ممثلة أمريكية. اشتهرت بدورها في فيلم لورا للمخرج ديفيد هاملتون. اعتزلت التمثيل عام 1985.لاحقا تزوجت من رجل الأعمال البريطاني فرانك لوي واصبح اسمها «ليدي دون لوي». لديها ولد اسمه «سبيستيان»، وفي عام 2007 انتهى زواجها بالطلاق.

## الأعمال

### أفلام
| السنة | العنوان        | الدور        |
| ----- | -------------- | ------------ |
| 1979  | لورا           | لورا مور     |
| 1982  | القمر الكاذب   | تيسر         |
| 1982  | نوبة ليلية     | ماكسين       |
| 1982  | العالم المحظور | تريسي باكستر |
| 1983  | كاسر القلوب    | كيم          |
| 1985  | ملكة البرابرة  | تاراميس      |

## روابط خارجية
- دون دنلاب على موقع IMDb (الإنجليزية)
- دون دنلاب على موقع ألو سيني (الفرنسية)
- دون دنلاب على موقع أول موفي (الإنجليزية)
- دون دنلاب على موقع قاعدة بيانات الأفلام السويدية (السويدية)
- دون دنلاب على موقع قاعدة بيانات الفيلم (الإنجليزية)
- دون دنلاب على موقع كينوبويسك (الروسية)